# Yasutoshi Miura
Yasutoshi Miura (三浦 泰年 Miura Yasutoshi?,  nacido el 15 de julio de 1965 en Shizuoka, Shizuoka) es un exfutbolista japonés que se desempeñaba como defensa.
En 1993, Miura jugó 3 veces para la Selección de fútbol de Japón.

## Trayectoria

### Clubes
| Club            | País   | Año         |
| --------------- | ------ | ----------- |
| Santos          | Brasil | 1984 - 1985 |
| Yomiuri         | Japón  | 1986 - 1992 |
| Shimizu S-Pulse | Japón  | 1992 - 1995 |
| Verdy Kawasaki  | Japón  | 1996 - 1998 |
| Avispa Fukuoka  | Japón  | 1999 - 2001 |
| Vissel Kobe     | Japón  | 2002 - 2003 |

### Selección nacional
| Selección | País  | Año  |
| --------- | ----- | ---- |
| Absoluta  | Japón | 1993 |

## Estadística de equipo nacional
| Selección de Japón | Selección de Japón | Selección de Japón |
| Año                | Part.              | Goles              |
| ------------------ | ------------------ | ------------------ |
| 1993               | 3                  | 0                  |
| Total              | 3                  | 0                  |

## Palmarés

### Títulos nacionales
| Título                   | Club           | País  | Año       |
| ------------------------ | -------------- | ----- | --------- |
| Copa del Emperador       | Yomiuri        | Japón | 1986      |
| Japan Soccer League      | Yomiuri        | Japón | 1986-1987 |
| Copa del Emperador       | Yomiuri        | Japón | 1987      |
| Japan Soccer League      | Yomiuri        | Japón | 1990-1991 |
| Copa Japan Soccer League | Yomiuri        | Japón | 1991      |
| Japan Soccer League      | Yomiuri        | Japón | 1991-1992 |
| Copa del Emperador       | Verdy Kawasaki | Japón | 1996      |

### Distinciones individuales
| Distinción                  | Año       |
| --------------------------- | --------- |
| Japan Soccer League Best XI | 1990-1991 |